# KUNA
KUNA.io — недіючий сервіс обміну криптовалют, орієнтований на клієнтів з України, заснований підприємцем і громадським діячем Михайлом Чобаняном у 2015 році. Платформа належить компанії Kuna Fintech Limited, яка зареєстрована та діє за законодавством Англії та Уельсу.
З 22 січня 2025 року сервіс заблоковано в Україні «до припинення або скасування воєнного стану» на виконання судового рішення.
30 січня Михайло Чобанян оголосив про припинення діяльності сервісу. Чобанян також уточнив, що це не продаж бізнесу, а припинення комерційної діяльності, проте сам програмний код без даних користувачів буде використовуватись в кількох інших проєктах.
Сервіс дозволяв фізичним особам обмін гривні і доларів на криптовалюти й у зворотньому напрямку. Обмін російського рубля було припинено після вторгнення у Лютому 2022. На платформі були представлені такі цифрові активи як Bitcoin, Ethereum, Bitcoin Cash, USDT, Ripple, Litecoin, Zcash, Dash, Stellar, EOS, Waves, XEM та інші криптовалюти.
Станом на січень 2021 року добовий обіг KUNA перевищував $4 млн.

## Історія
Сервіс створено в грудні 2015 року Михайлом Чобаняном, 17 травня 2016 року почато відкрите бета-тестування сервісу.
У 2017 році у співробітництві з Kuna в Україні почали встановлювати перші криптомати — термінали, для придбання криптовалюти за гривні.
У грудні 2018 року відбувся ребрендинг сервісу та випуск мобільного додатку.
У квітні 2019 року компанія оголосила про підтримку сервісом російського рубля та запустила реферальну програму Kuna Exchange.
У травні 2020 року Kuna стала валідатором російського блокчейн-проєкту TON. У листопаді того ж року сервіс запустив токенізовані паливні талони.
У серпні 2021 року Kuna запустила мобільний додаток Kuna XO для купівлі і продажу криптовалюти.
За даними листопада 2021 року грошовий обіг Kuna становить близько 3 мільйонів доларів на день. У тому ж році сервіс запустив освітні курси з криптовалют KUNA Education.
Сервіс є партнером Київської школи економіки.

## Визнання
- 2021 — № 13 серед найкращих технологічних стартапів України за версією Forbes, компанію оцінили у $50-100 млн.[21]
- 2021 — найкращий проєкт у сфері Blockchain за версією PaySpace Magazine Awards 2021.[22]